# Alstroemeria chapadensis
Alstroemeria chapadensis este o specie de plante monocotiledonate din genul Alstroemeria, familia Alstroemeriaceae, descrisă de Frederico Carlos Hoehne. Conform Catalogue of Life specia Alstroemeria chapadensis nu are subspecii cunoscute.